# Hocco à face nue
Crax fasciolata
Espèce
Statut de conservation UICN

 VU A3cd+4cd : Vulnérable
Le Hocco à face nue (Crax fasciolata) est une espèce d'oiseau de la famille des Cracidae.

## Description
Il présente un dimorphisme sexuel notable. Le plumage des femelles est gris foncé barré de blanc et le ventre jaune clair tandis que le plumage des mâles est noir avec le ventre et le bout de la queue blancs, la cire et la base du bec sont jaunes avec une petite bosse. la peau autour de l'œil est noire.
|  |  |

## Alimentation
Ils se nourrissent en couples ou seuls, sur le sol, de graines, de fruits, de fleurs et de feuilles.

## Reproduction
Ils nichent dans les branches des arbres à environ 4 m de hauteur, la femelle pond 2 œufs qu'elle couve pendant 30 jours.

## Répartition
On le trouve dans les parties centrale de l'est et du sud du Brésil, au Paraguay, dans l'Est de la Bolivie et l'extrême nord-est de l'Argentine.

## Habitat
Son habitat naturel est les forêts sèches et les forêts humides de montagne subtropicales et tropicales.

## Liste des sous-espèces
Selon la classification de référence du Congrès ornithologique international (version 15.1, 2025) :
- Crax fasciolata fasciolata Spix, 1825 — centre et sud-ouest du Brésil, Paraguay et nord-est de l'Argentine ;
- Crax fasciolata pinima Pelzeln, 1870 —  nord-est du Brésil ;
- Crax fasciolata grayi Ogilvie-Grant, 1893 —  est de la Bolivie.

## Galerie

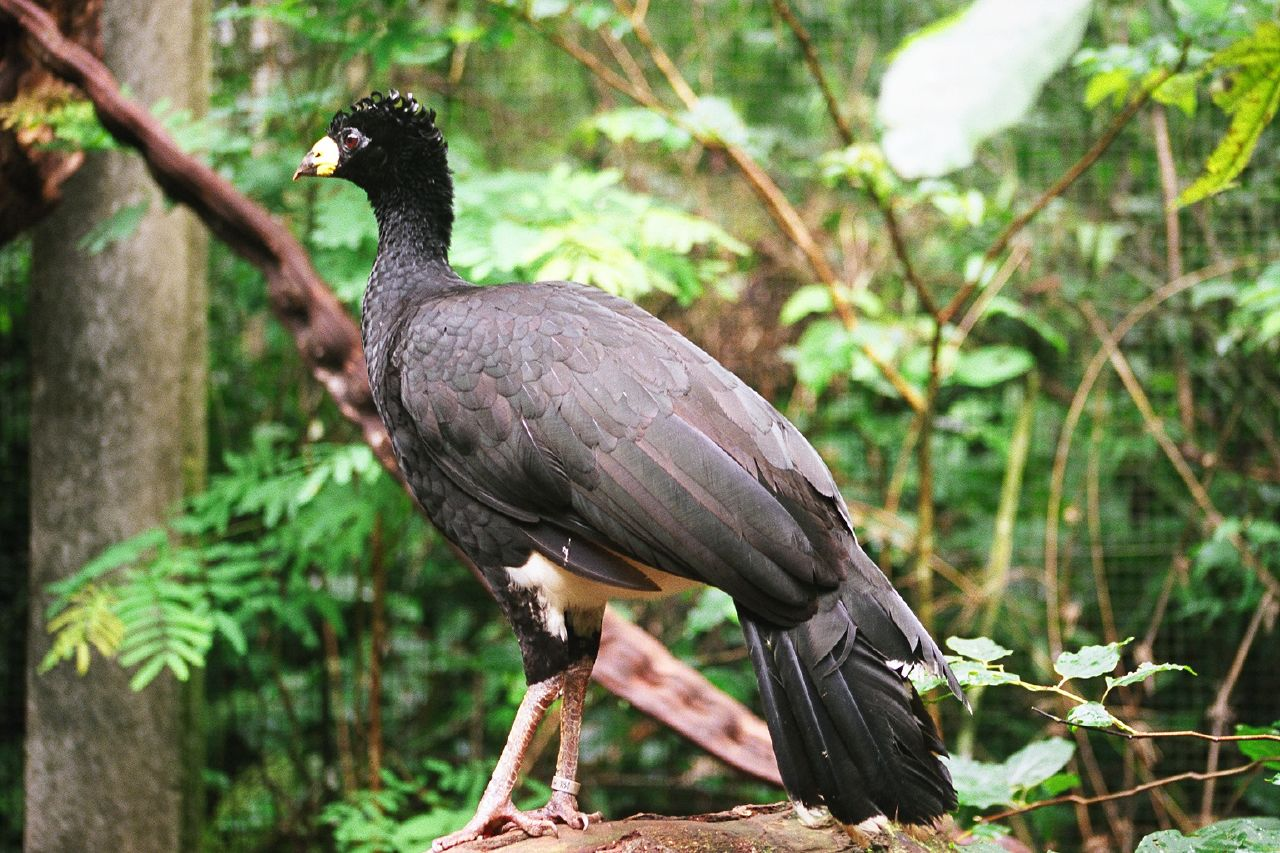
Mâle.
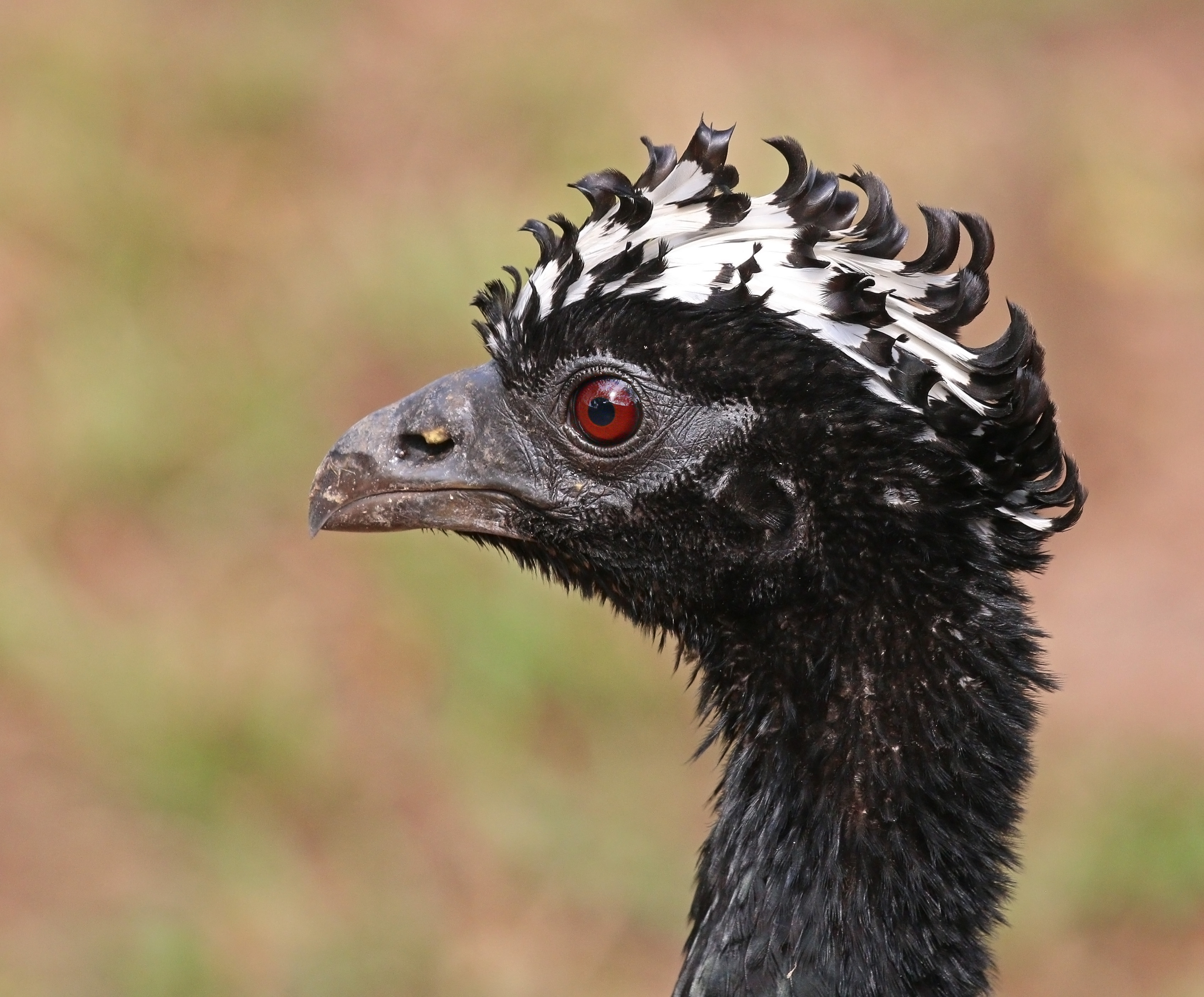
Tête de femelle.